# 熊谷孫六郎
熊谷 孫六郎（くまがい まごろくろう、1832年3月22日（天保3年2月20日） - 1902年（明治35年）8月3日）は、明治時代の政治家。実業家。養蚕家。衆議院議員。官選初代岐阜市長。岐阜県会議長。

## 経歴
美濃国恵那郡付知村（岐阜県恵那郡付知村、付知町を経て現中津川市付知町）で、製糸業・熊谷孫六の息子として生まれた。和漢学を学ぶ。
岐阜県会議員、同常置委員、同副議長、同議長を歴任した。また、近隣町村と合併して人口不足を解消し私財を投じるなどして岐阜市の市制を実現し、同市の初代市長に就任した。
実業家としては資金貸与、濃南各会社社長、岐阜米糸取引所理事長、東京硝子、日本運輸各取締役を務めた。ほか、蚕業試験場を設立し蚕糸改良に尽力した。
1892年（明治25年）2月の第2回衆議院議員総選挙では岐阜県第6区から出馬し当選。衆議院議員を1期務めた。

## 親族
- 三男：熊谷守一（画家）